# Systematisk placering
Med begrebet systematisk placering menes den placering, som en art har fået i den botaniske eller zoologiske systematik. Kendskabet til den systematiske placering, dvs. hvilken orden, familie og slægt arten tilhører, giver samtidig oplysninger om dens slægtskab til andre arter og om vigtige egenskaber (livsform, blomstens bygning, indholdet af kemiske stoffer, mulighed for angreb af svampe eller skadedyr osv.).